# Tornionmäki
Tornionmäki est un quartier et une zone statistique du district central de Kouvola en Finlande .

## Description
Les bâtiments de Tornionmäki sont pour la plupart des maisons unifamiliales des années 1950 et 1960, mais surtout le long d'Utinkatu, qui traverse Tornionmäki, il y a aussi quelques immeubles residentiels. 
La zone statistique de Tornionmäki comprend également les zones de Viitakummu et Tehola.
Les services de Tornionmäki comprennent une pharmacie, R-kioski, un grill, Lidl, Tokmanni, S-market, Hesburger et K-Supermarket . 
Les deux principaux bâtiments du collège professionnel régional de Kouvola sont situés dans le quartier.
L'usine de réglisse Kouvola, construite en 1947, y est toujours en activité.
Le quartiers voisins sont Kangas, Käpylä, Mielakka, Lehtomäki et Tykkimäki.

## Galerie

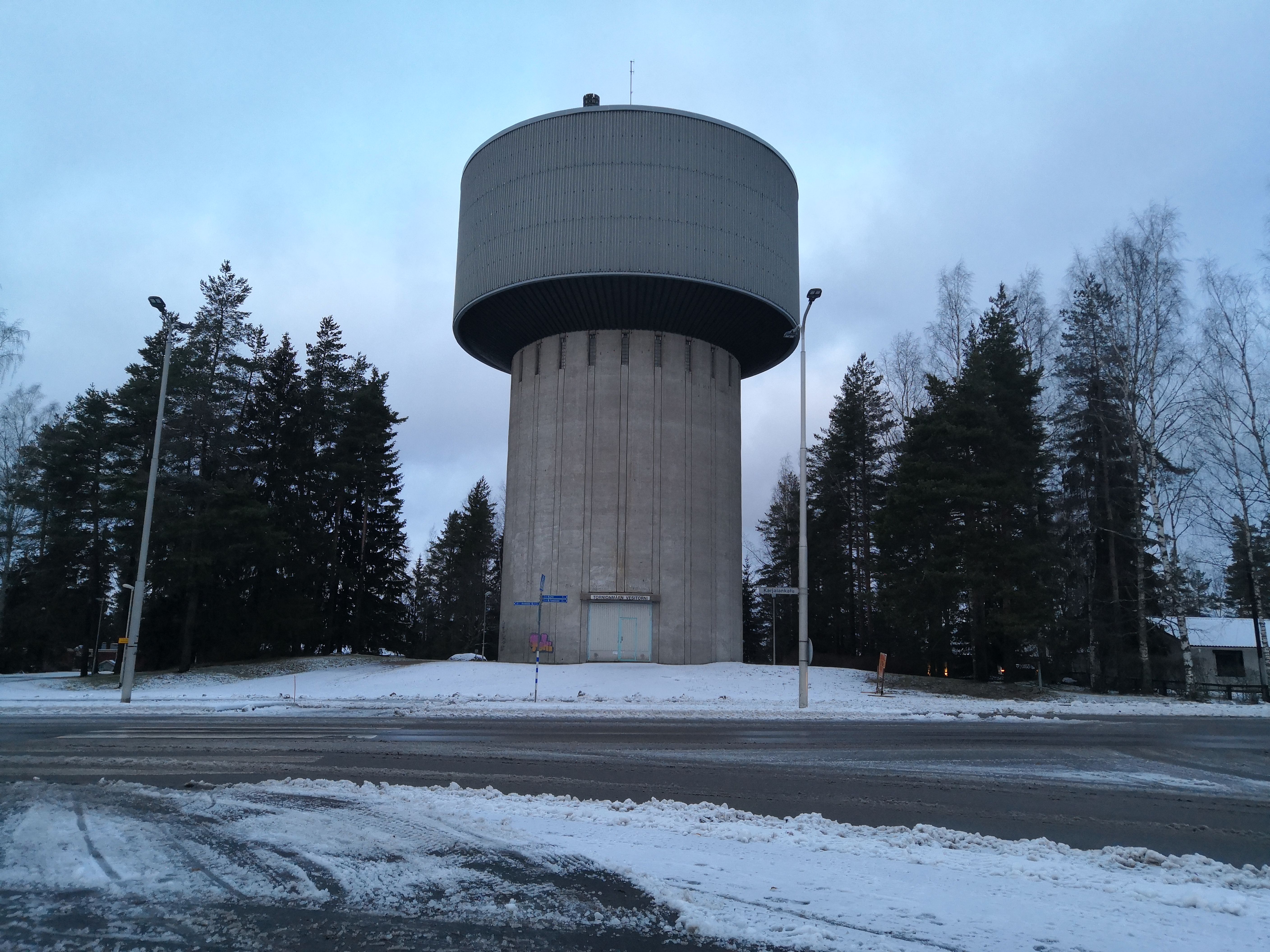
Le château d'eau de Tornionmäki.
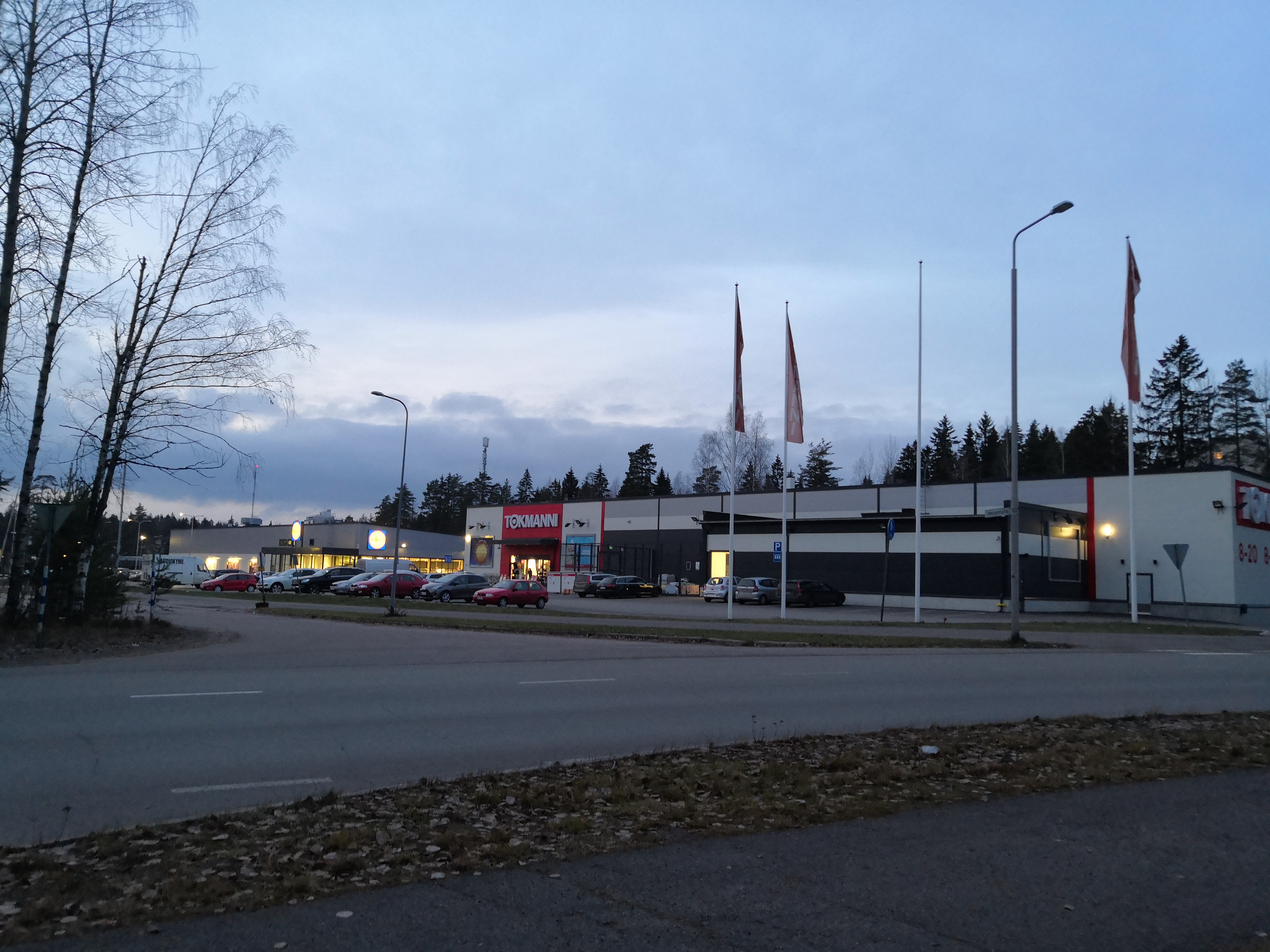
Centre commercial de Palokangas.
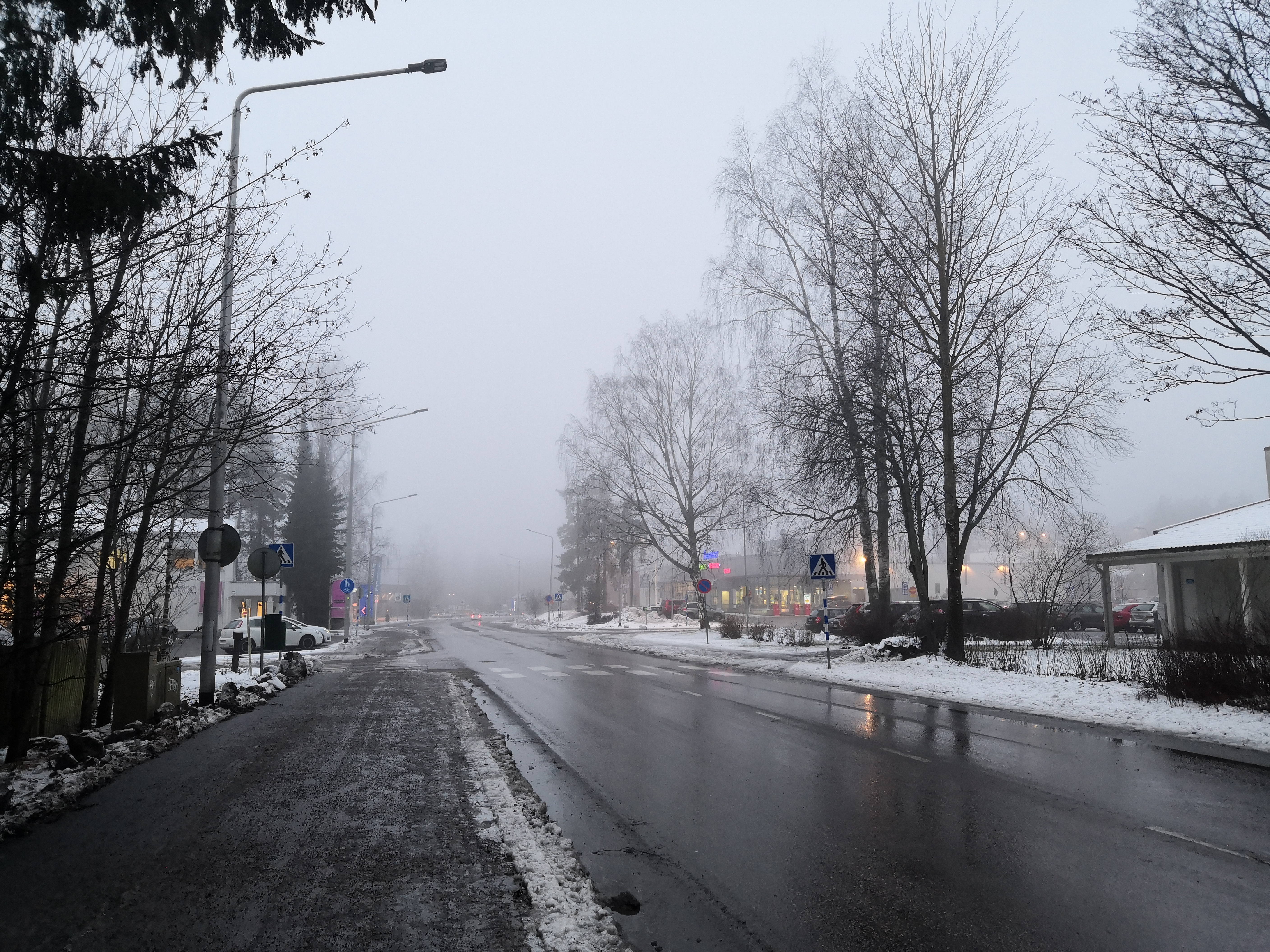
La rue Utinkatua au centre commercial de Tornionmäki.